# Nocturnal Rites
Nocturnal Rites ist eine schwedische Power-Metal-Band, die 1990 gegründet wurde.

## Geschichte
Die Band wurde zuerst unter dem Namen Necronomic gegründet und spielte vor allem Death Metal (wie auf ihrem Demo The Obscure, 1991 zu hören ist und vier Musikstücke enthält). Einige unabhängige Labels zeigten Interesse, doch die Band unterschrieb noch keinen Vertrag in der Hoffnung auf bessere Angebote. Bereits 1992 hatte sich ihre Musik zu einem harmonischeren und melodischeren Metal entwickelt. Die Musik war zwar stark von Iron Maiden und Judas Priest beeinflusst, aber doch immer noch klar Death Metal. Zu Beginn bestand die Band nur aus Fredrik Mannberg (Gitarre, Gesang) und Tommy Eriksson (Schlagzeug), später stieß der Bassist Nils Eriksson hinzu. Die Band suchte sich nach ihrer Orientierung hin zu dem melodischeren Power Metal einen Sänger, der besser zu dieser Stilrichtung passte und Frederik Mannberg ablösen sollte. 1993 wurde in Anders Zackrisson ein Ersatz für den Gesangspart von Mannberg gefunden, der aber weiterhin bei der Band spielte. Wenig später wurde Tommy Eriksson durch Ulf Andersson ersetzt und ein zweiter Gitarrist kam mit Mikael Söderström hinzu. Zu diesem Zeitpunkt hatten sich Necronomic bereits zu einer Band entwickelt, die Power Metal im Stil von Helloween spielte.
1994 unterschrieb die Band bei dem schwedischen Label Dark Age und ihr erstes Album In a Time of Blood and Fire wurde 1995 in Kooperation mit Megarock Records herausgegeben. Danach verließ der Gitarrist Mikael Söderström die Band und wurde von Nils Norberg ersetzt. 1997 wurde das zweite Album, Tales of Mystery and Imagination, zuerst in Japan, 1998 dann auch in Europa bei Century Media veröffentlicht. Die Band gab in Europa verschiedene Konzerte mit Overkill und Angel Dust. 1999 erschien das dritte Album, The Sacred Talisman. Dieses wurde mit dem Schlagzeuger Owe Lingvall aufgenommen, da Ulf Andersson eine Beinverletzung erlitt. Das Album stieg in den japanischen Charts auf Platz 83. Die Band tourte nur 2 Wochen nach der Veröffentlichung mit Nevermore, Morgana Lefay und Sacred Steel durch Europa und nahm an Open Airs wie dem Dynamo Open Air 1999 teil. Nach der Tournee verließ Anders Zackrisson die Band und wurde von einem Freund von Owe Lingvall, Jonny Lindqvist, ersetzt. Er gab der Band eine neue Stimme auf ihrem nächsten Album Afterlife, das 2000 veröffentlicht wurde. Die Band ging mit diesem Album zusammen mit Iron Savior auf Europa-Tournee.
2004 wurde das Album New World Messiah veröffentlicht, gefolgt von einer sechswöchigen Tournee zusammen mit Edguy und Brainstorm. Im Dezember wurden auch zwei Videos veröffentlicht, Awakening und Against the World, welche beide von dem Schlagzeuger Owe Lingvall produziert wurden. Im Jahr 2005 wurde das 10-jährige Jubiläum mit einer Doppel-CD names Lost in Time, welche die ersten beiden Veröffentlichungen der Band sowie einiges Zusatzmaterial enthielt.
In dem Album Grand Illusion, das auch 2005 veröffentlicht wurde, traten viele Gäste auf; so etwa Jens Johansson (Stratovarius), Henrik Danhage (Evergrey), Kristoffer W. Olivius (Naglfar), Stefan Elmgren (Hammerfall) und auch der schwedische Weltmeister im Skilanglauf Per Elofsson, der wie die Band auch aus Umeå kommt. 2008 verließ Nils Norberg die Band, wie er auf der Band-Homepage bekannt gab.
Die Band war unter anderem auch mit Nightwish, Gamma Ray, Hammerfall und Labyrinth auf Tournee und spielte an Festivals wie dem Wacken Open Air, Sweden Rock Festival, Gates of Metal etc.

## Diskografie

### Studioalben
- 1995: In a Time of Blood and Fire
- 1997: Tales of Mystery and Imagination
- 1999: The Sacred Talisman
- 2000: Afterlife
- 2002: Shadowland
- 2004: New World Messiah
- 2005: Grand Illusion
- 2007: The 8th Sin
- 2017: Phoenix

### Sonstiges
- 2005: Lost in Time (In a Time of Blood and Fire und Tales of Mystery and Imagination mit Demoversionen und neu aufgenommenen Liedern als Bonus)
- 2005: Nocturnal Rites/Falconer (Split mit Falconer)